# 始興警察署
始興警察署（シフンけいさつしょ）は、京畿南部地方警察庁所管の警察署である。

## 管轄区域
- 始興市

## 沿革
- 1999年12月28日 - 安山警察署と光明警察署の始興市の管轄区域を分離して開署

## 管轄地区隊
- 長谷地区隊
- 正往地区隊
- 玉亀地区隊

## 管轄派出所
- 君子派出所
- 銀杏派出所
- 梅花派出所
- 大也派出所
- 始華派出所
- 陵谷派出所
- 新川派出所